# Сезер, Эме
Эме́-Ферна́н-Дави́д Сезе́р (фр. Aimé Fernand David Césaire; 26 июня 1913, Бас-Пуэнт, Мартиника — 17 апреля 2008, Фор-де-Франс) — французский мартиникский писатель, поэт и общественный деятель. Антиколониалист, сторонник независимости Мартиники, один из создателей концепции негритюда.

## Биография
Родился в многодетной негритянской семье чиновника и портнихи. Читать его научила бабушка, одна из немногих грамотных женщин Мартиники. В 1919–1924 годах учился в школе в Бас-Пуэнте, затем в Фор-де-Франсе. В 1931 годах Сезер переехал в Париж, где, поступив в престижный лицей Людовика Великого, познакомился с Леопольдом Сенгором, впоследствии крупным сенегальским писателем и первым президентом страны; их дружба продолжалась до смерти Сенгора в 2001 году.
Вместе с учившимися во французской столице студентами из африканских стран Сезер начал выпускать журнал «Чёрный студент» (L'Étudiant noir, 1934). На страницах этого издания он впервые изложил концепцию негритюда — единства чёрной расы, порабощённой и разбросанной по свету в результате колониальной экспансии европейцев. Несмотря на демонстративный вызов официальной колониальной идеологии, негритюд первоначально носил культурный характер и служил для отстаивания ценностей африканских народов, подавлявшихся колонизаторами. Сам Сезер заявлял: «Я принадлежу к расе тех, кого угнетают» (Je suis de la race de ceux qu’on opprime). В 1935 году он поступил в Эколь нормаль и, отдыхая в Далмации, начал работать над «Дневником возвращения в родную страну» (Cahier d’un retour au pays natal) — произведением, с которого началась его слава (завершено в 1938). В этой написанной свободным стихом поэме Сезер яростно отстаивал достоинство своей расы. Завершив образование, он вместе с женой Сюзанной Русси вернулся на Мартинику и стал работать преподавателем в Фор-де-Франсе, в лицее, который некогда сам окончил.
Во время Второй мировой войны Сезер издавал журнал «Тропики» (Tropiques), содержавший критику вишистского режима. Журнал просуществовал два года (1941–1943) и был закрыт по требованию цензуры. В этот же период на Мартинику переехал отец сюрреализма Андре Бретон; знакомство с ним оказало огромное влияние на творчество Сезера и привело его в стан сюрреалистов. Новая манера письма выразилась уже в следующем сборнике стихов «Волшебное оружие» (Les Armes miraculeuses, 1946). Сюрреализм привлекал Сезера как революционное искусство, ниспровергающее господство традиции и дающее абсолютную свободу самовыражения.
В 1945 году, баллотируясь от партии коммунистов, Сезер был впервые избран мэром Фор-де-Франса. На этом посту он оставался более 55 лет — до 2001 года. Первым его успехом было признание за Мартиникой прав департамента Франции (1946). В 1947 году Сезер становится одним из основателей журнала Présence africaine, выражающего идеологию панафриканизма; через год выходит составленная им «Антология негритянской и малагасийской поэзии» с предисловием Жан-Поля Сартра, благословившего движение негритюда. В знаменитой «Речи о колониализме» (1950) Сезер прямо ставил знак равенства между колониализмом и нацизмом. 
Выйдя из коммунистической партии из-за разногласий вокруг десталинизации (1956), он создал Прогрессивную партию Мартиники и успешно баллотировался в Национальную ассамблею. За годы, проведённые на посту мэра, Сезер много сделал для экономического и культурного развития города и всего острова, периодически высказываясь о необходимости превращения Мартиники в независимое государство. 
Послевоенное творчество Сезера тесно связано с темами расовой и культурной идентичности, борьбы за права африканских народов (пьесы «Трагедия короля Кристофа» (1963) и «Сезон в Конго» (1966), посвящённая Патрису Лумумбе, сборник стихов «Металлические оковы» (1960). Сезер скончался от острой сердечной недостаточности в больнице Фор-де-Франса и был удостоен государственных похорон, на которых присутствовал президент Франции Николя Саркози.